# Heinrich Schulz (Heimatforscher)
Heinrich Schulz (* 6. September 1868 in Grabow (Lüchow); † 15. Januar 1953 in Lüneburg) war ein deutscher Lehrer, Organist und Heimatforscher.

## Leben
Schulz war von 1902 bis 1928 Lehrer und Organist in Egestorf. 1916 wurde er zum Kantor ernannt. Nach dem Ersten Weltkrieg war er auch Kreisschulinspektor. 1928 trat er in den Ruhestand, den er in Lüneburg verbrachte.
1904 war Schulz Mitgründer und Chorleiter des Männergesangsvereins "Frohsinn" sowie Gründer des Kirchenchors in Egestorf. 1910 wurde auf seine Initiative hin der Verschönerungsverein (später Heimatverein, jetzt Verkehrsverein) gegründet, der 1914 den ersten Aussichtsturm auf dem Klinkenberg errichtete. Als Heimatforscher und Heimatschriftsteller befasste er sich unter anderem mit der Kirchen- und Höfegeschichte seiner Heimat und hinterließ über fünfzig Veröffentlichungen, unter anderem in Harburger, Lüneburger und Lüchower Zeitungen. In einem Beitrag über die Sandsteinkanzel der Michaeliskirche in Lüneburg wies er erstmals den bis dahin unbekannten Erbauer nach. Weiterhin war Schulz Mitarbeiter an Eduard Kücks "Lüneburger Wörterbuch".

## Auszeichnungen
- Ehrenbürger der Gemeinde Egestorf (1946)

## Veröffentlichungen (Auswahl)
In drei Veröffentlichungen ist der Nachname des Verfassers mit „Schulz-Egestorf“ angegeben.
- Heinrich Schulz: Was der alte Friedhof in Egestorf erzählt (= Winsener Geschichtsblätter. Band 5). Gebrüder Ravens, Winsen (Luhe) 1927 (von Marlies Schwanitz und Sigrid Grimm überarbeitete Neuausgabe: Heimatverein Egestorf, Egestorf 2004).
- Heinrich Schulz: Johann Heinrich Schlüschen : ein Bauernleben vor 100 Jahren (= Winsener Geschichtsblätter. Band 8). Gebrüder Ravens, Winsen (Luhe) 1928.
- Heinrich Schulz: Anna und Barbara Stehr von Amelinghausen : eine Hexengeschichte (= Winsener Geschichtsblätter. Band 10). Gebrüder Ravens, Winsen (Luhe) 1929.
- Heinrich Schulz: Über heimisches Forstwesen um 1650 (= Winsener Geschichtsblätter. Band 12). Gebrüder Ravens, Winsen (Luhe) 1931.
- Heinrich Schulz: Ein Sagenkranz um Luhe und Aue (= Winsener Geschichtsblätter. Band 15). Gebrüder Ravens, Winsen (Luhe) 1933.
- Ernst Rüther & Heinrich Schulz-Egestorf: Das Lagerbuch des Amtes Winsen von 1681. Selbstverlag, Lüneburg 1936.
- Heinrich Schulz-Egestorf: Hofgeschichte mit Geschlechterfolge der älteren Linie (Salzhausen). In: Paul Oetzmann (Hrsg.): Ahnen- und Ehrenbuch der niedersächsischen Sippe Kaiser (Kayser) mit vorangehenden Blättern zur Geschichte der Sippen Lepeler und Oetzmann : zur 300-Jahrfeier am 10. April 1939 in Salzhausen. Selbstverlag, Hamburg-Volksdorf 1940.
- Heinrich Schulz: 120 Jahre Kampf um den Garlstorfer Wald. Ein Beitrag zur Heimatkunde d. Winsener Geest. Gebrüder Ravens, Winsen (Luhe) 1942.
- Heinrich Schulz-Egestorf: Hofgeschichte Knacke-Oedeme. Handschriftliche Orts- und Familienchronik, Lüneburg 1943.
- Heinrich Schulz: Chronik von Schätzendorf. Der Gemeinde verehrt von Kantor H. Schulz, Egestorf. Selbstverlag, Frankfurt am Main 1949.
- Heinrich Schulz-Egestorf: Chronik von Sahrendorf im Kreise Harburg. Geschichte der unter der Grundherrschaft des Michaelisklosters in Lüneburg stehenden Höfe (= Veröffentlichungen des Helms-Museumserein Naturschutzpark e. V. Band 15). Helms-Museum, Hamburg-Harburg 1963 (im Druck erschienen 1949).
- Heinrich Schulz: Chronik von Wilsede. Hrsg. vom Verein Naturschutzpark e.V. Verein Naturschutzpark e. V., Stuttgart/Hamburg 1967.
- Heinrich Schulz nach der Abschrift von Helmut Lehnberg: Hexenprozesse in Winsen (Luhe) 1610-1614 (1618). Kurze Zusammenstellung der 38 Hexenprozesse in Winsen und 2 in Marschacht mit der Folter erpresste Geständnisse, Verurteilungen und Verbrennungen. Heimatverein Egestorf, Egestorf 1971 (Neuausgabe unter dem Titel Hexenprozesse in Winsen/Luhe 1610-1618. Heimatverein Egestorf, Egestorf 2006).
- Heinrich Schulz: Aus der Egestorfer Pfarrchronik 1668 -1882. Hrsg. von der Heimatkundlichen Arbeitsgemeinschaft Egestorf. Selbstverlag, Egestorf 1984.
- Heinrich Schulz & Hermann Dieck: 100 Jahre Krankenhaus Salzhausen. v. Stern´sche Druckerei, Lüneburg 1997 (Chronik 1897 - 1947 von Heinrich Schulz; Chronik 1947 - 1997 von Hermann Dieck).
- Heinrich Schulz: Chronik Egestorf 1902-1928. Heimatverein Egestorf, Buchholz i.d.N. 2007.